# Сулпијано (Торино)
Сулпијано је насеље у Италији у округу Торино, региону Пијемонт.
Према процени из 2011. у насељу је живело 73 становника. Насеље се налази на надморској висини од 178 м.